# Music Information Retrieval

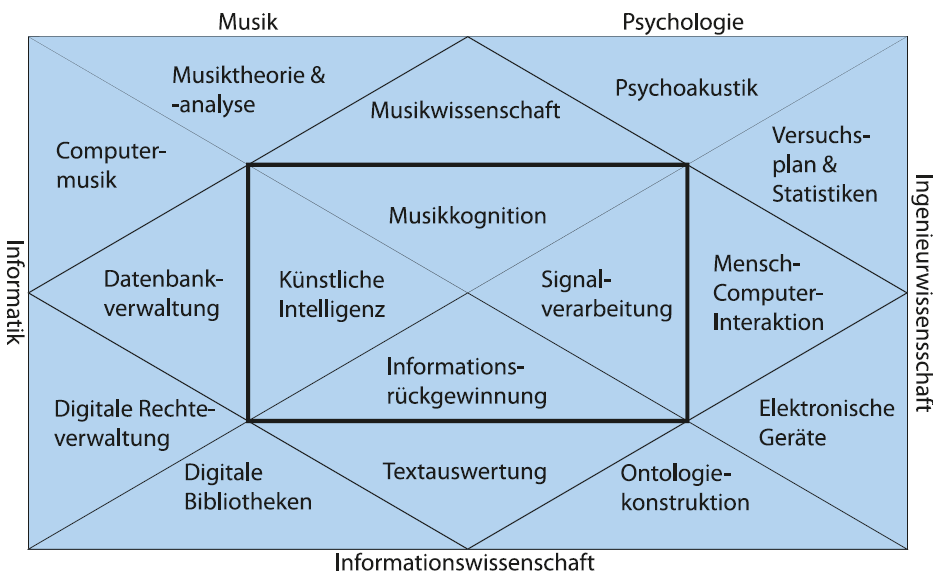
Wissenschaftliche Disziplinen, welche bei Music Information Retrieval mitwirken

Music Information Retrieval [mjuːzɪkˌɪnfɚˈmeɪʃən ɹɪˈtɹiːvəl] (MIR, dt. etwa Musik-Informationsabruf) bezeichnet eine interdisziplinäre Forschungsrichtung zur Entwicklung von Methoden zur Extraktion oder Aggregation von Informationen zur datentechnischen Weiterverarbeitung. Als Teilgebiet des Information Retrieval beinhaltet sie Strategien des Suchens und Findens von Informationen in digitalen Umgebungen. Die typische praktische Anwendung für MIR ist das DJing: Die Software sucht unter Tausenden scheinbar nicht verwandten Musiktiteln Pärchen heraus, die sich gut ineinander überblenden lassen.

## Interdisziplinäre Forschungsansätze
- Digitale Signalverarbeitung

Ein grundlegender Ansatz besteht darin, über Methoden der digitalen Signalverarbeitung, Merkmale aus Audio-Dateien zu extrahieren. Aus den gesampelten Signalen werden Muster gewonnen, die sich mathematisch in Vektoren (sogenannten Merkmalsvektoren) und Matrizen darstellen lassen.
- Information Retrieval
- Mustererkennung, Maschinelles Lernen
- Wissensrepräsentation
- Web Mining, Semantische Web
- Mensch-Computer-Interaktion
- Cultural Interfaces

## Aufgabengebiete
| Anwendungsfall                  | Beschreibung                                                                        |
| ------------------------------- | ----------------------------------------------------------------------------------- |
| Musik Identifikation            | Identifizierung von CDs, bereitstellung von Informationen bezgl. unbekannter Lieder |
| Plagiarismus Suche              |                                                                                     |
| Copyright Monitoring            |                                                                                     |
| Versions Identifikation         | Remixes, Live oder Studio Aufnahme, Cover Songs.                                    |
| Melodie Suche                   | Auffinden von Musikstücken die eine bestimmte Melodie beinhalten                    |
| Künstler Suche                  | Auffinden von Musikstücken eines bestimmten Künstlers                               |
| Klingt wie...                   | Auffinden eines Musikstücks anhand eines vorgegebenen Beispiels                     |
| Automatische Musiktranskription | computerbasiertes Übertragen von Audio in MIDI, MusicXML o. ä.                      |